# トヨタモビリティパーツ
トヨタモビリティパーツ株式会社は、愛知県名古屋市熱田区に本社を置くトヨタグループの自動車部品の専門商社である。トヨタグループ内での略称はTMPであるが、特に支社に関しては旧社名を由来とする部品共販と呼ばれることもある。

## 概要
トヨタ車の純正部品を中心に扱う専門商社である。
トヨタ自動車がアフターマーケット市場に参入するために設立した子会社「タクティー」と、全国の販売店がそれぞれ共同出資して設立された全国33のトヨタ部品共販を一社化することによって誕生した。
事実上は計34社の対等合併であるが、登記上は新設された新会社に34社が吸収された形となった。
これによりかつてのタクティーは「名古屋本部」、全国の部品共販店は「支社」とし、本社機能は名古屋本部に集約された。なお、登記簿上の本社所在地は熱田区に所在する愛知支社の住所である。
国内においてトヨタ純正部品を扱う唯一の商社であり、全国の販売店、整備工場などはほぼすべてトヨタ純正部品をトヨタモビリティパーツ経由で購入することになっている。
また汎用カー用品（トヨタキヤッスルオイル、ドライブジョイ、T'zなど）の企画・販売・卸売のほか、カー用品店「ジェームス（jms）」のフランチャイズ事業などを行っている。
但し、沖縄地区は上記合併の対象とならず、旧来通り沖縄トヨタ自動車モビリティパーツ部（旧・部品共販部）が引き続き当社同様の事業を行う。

## 国内の主な事業所
- 名古屋本部（旧タクティー。実質的な本社） - 愛知県名古屋市中村区：名古屋クロスコートタワー
- 愛知支社(旧トヨタ部品愛知共販。登記上の本店) - 愛知県名古屋市熱田区六野一丁目2番9号

※ その他全国に33の支社(旧部品共販)が所在する。

## 沿革
- 2020年4月　トヨタの子会社で、自動車部品/カー用品の企画販売を行っていたタクティーと、全国33のトヨタ部品共販が合併し発足